# Copa Santa Catarina de 2022
A Copa Santa Catarina de 2022 foi a vigésima primeira edição desta competição futebolística organizada pela Federação Catarinense de Futebol. Ela foi disputada por seis equipes entre os meses de agosto a novembro de 2022.
O título da copa ficou com a equipe do Marcílio Dias após vencer o Hercílio Luz na final. O primeiro jogo foi no estádio Aníbal Torres Costa em Tubarão e ficou empatado em 0 a 0. O segundo jogo foi realizado na casa do Marcílio Dias, no estádio Dr. Hercílio Luz. Com o placar de 2 a 1, o time do litoral do estado ficou com o título da Copa Santa Catarina.
O marinheiro garantiu com o título, a vaga para a Copa do Brasil de 2023 e para a Recopa Catarinense de 2023.

## Participantes e regulamento

### Regulamento
No dia 13 de junho de 2022, a Federação Catarinense de Futebol realizou o conselho técnico, no qual foi decidido o regulamento da competição. A forma de disputa foi em turno e returno com os clubes jogando entre si. Os quatro primeiros avançam para a semifinal com jogos de ida e volta. A final também foi em duas partidas.
Na semifinal e final, o time de melhor campanha em cada confronto joga por dois empates para avançar. O campeão garante vaga na Copa do Brasil de 2023 e na Recopa Catarinense.

### Critérios de desempate
Na fase de pontos corridos, em caso de igualdade na pontuação, foram critérios de desempate: 

1) mais vitórias; 

2) melhor saldo de gols; 

3) mais gols pró; 

4) confronto direto; 

5) menos cartões vermelhos; 

6) menos cartões amarelos; 

7) sorteio. 

### Participantes
| Equipe        | Cidade        | Estádio             | Capacidade | Títulos                           |
| ------------- | ------------- | ------------------- | ---------- | --------------------------------- |
| Carlos Renaux | Brusque       | Augusto Bauer       | 5.000      |                                   |
| Figueirense   | Florianópolis | Orlando Scarpelli   | 19.584     | 3 (1990, 1996 e 2021)             |
| Hercílio Luz  | Tubarão       | Aníbal Torres Costa | 3.570      |                                   |
| Joinville     | Joinville     | Arena Joinville     | 22.000     | 5 (2009, 2011, 2012, 2013 e 2020) |
| Nação         | Joinville     | Hermann Aichinger   | 6.000      |                                   |
| Marcílio Dias | Itajaí        | Dr. Hercílio Luz    | 6.010      | 1 (2007)                          |

## Classificação

### Primeira Fase
Atualizado em 16 de outubro.
| Pos. | Equipes       | P  | J  | V | E | D | GP | GC | SG  | %  | Classificação ou rebaixamento  |
| ---- | ------------- | -- | -- | - | - | - | -- | -- | --- | -- | ------------------------------ |
| 1    | Marcílio Dias | 20 | 10 | 5 | 5 | 0 | 21 | 9  | +12 | 67 | Classificados para a semifinal |
| 2    | Figueirense   | 16 | 10 | 5 | 1 | 4 | 13 | 15 | –2  | 53 | Classificados para a semifinal |
| 3    | Hercílio Luz  | 15 | 10 | 4 | 3 | 3 | 14 | 11 | +3  | 50 | Classificados para a semifinal |
| 4    | Carlos Renaux | 13 | 10 | 3 | 4 | 3 | 8  | 8  | 0   | 43 | Classificados para a semifinal |
| 5    | Joinville     | 12 | 10 | 3 | 3 | 4 | 12 | 11 | +1  | 40 | Eliminados                     |
| 6    | Nação         | 5  | 10 | 1 | 2 | 7 | 5  | 19 | –14 | 17 | Eliminados                     |

### Fase final
|  | Semifinal     | Semifinal    | Semifinal | Semifinal |   |               | Final | Final | Final | Final |
|  |               |              |           |           |   |               |       |       |       |       |
|  | Marcílio Dias | 5            | 0         | 5         |   |               |       |       |       |       |
|  | Carlos Renaux | 1            | 2         | 3         |   |               |       |       |       |       |
|  | Carlos Renaux | 1            | 2         | 3         |   | Marcílio Dias | 0     | 2     | 2     |       |
|  |               |              |           |           |   | Marcílio Dias | 0     | 2     | 2     |       |
|  |               | Hercílio Luz | 0         | 1         | 1 |               |       |       |       |       |
|  | Figueirense   | Hercílio Luz | 0         | 1         | 1 | 0             | 1     | 1     |       |       |
|  | Figueirense   |              |           |           |   | 0             | 1     | 1     |       |       |
|  | Hercílio Luz  | 1            | 1         | 2         |   |               |       |       |       |       |

## Final

### Jogo da ida
| 6 de novembro | Hercílio Luz | 0 – 0          | Marcílio Dias | Aníbal Torres Costa, Tubarão                                               |
| 15:00         |              | Súmula Borderô |               | Público: 2 312 Renda: R$ 42.465,00 Árbitro: SC Luiz Augusto Silveira Tisne |

### Jogo da volta
| 13 de novembro | Marcílio Dias               | 2 – 1          | Hercílio Luz    | Dr. Hercílio Luz, Itajaí                                          |
| 15:00          | Nando 48' · João Carlos 60' | Súmula Borderô | 74' Rafael Lima | Público: 5 739 Renda: R$ 224.495,00 Árbitro: SC Ramon Abatti Abel |